# Puebla de Guzmán
Puebla de Guzmán est une commune de la province de Huelva dans la communauté autonome d'Andalousie en Espagne.